# Life (河村隆一のアルバム)
『Life』（ライフ）は、2013年9月11日にavex traxからリリースされた河村隆一8作目のオリジナル・アルバム。
規格品番：初回盤・AVCD-38742B（HQCD+DVD）通常盤・AVCD-38743

## 収録曲

### CD
1. Holy Song
2. Life
3. 星と翼とシグナル
4. Sea of Love
5. 七色
6. トパーズの丘
7. Love & Peace
8. 永遠の詩
9. My Love
10. Miss you
11. the earth 〜未来の風〜
12. 女優 〜枯葉に落ちる優しい雨のように〜

### DVD
1. Miss you ＜Music Video＞